# Le Lorey
Le Lorey är en kommun i departementet Manche i regionen Normandie i norra Frankrike. Kommunen ligger i kantonen Saint-Sauveur-Lendelin som tillhör arrondissementet Coutances. År 2022 hade Le Lorey 570 invånare.

## Befolkningsutveckling
Antalet invånare i kommunen Le Lorey
| Referens: INSEE |